# Halle (Belgie)
Halle je město a obec v Belgii v arrondissementu Halle-Vilvoorde, v provincii Vlámský Brabant.
Nachází se na vlámské straně jazykové hranice mezi Vlámskem a Valonskem. Oficiálním jazykem této oblasti je nizozemština. Populační rozmach Halle zažívá již od devadesátých let, kdy počet obyvatel vzrostl z cca 32 000 na téměř 35 000 obyvatel. Starostou tohoto města je Marc Snoeck ze strany Sp.a.

## Historie
Již v období římské říše obývali tuto oblast Keltové, kteří byli postupně vytlačeni a místo nich se zde usadily germánské kmeny.

## Partnerská města
- Kadaň, Česko
- Mouvaux, Francie
- Werl, Severní Porýní-Vestfálsko, Německo

## Rodáci
- Adrien-François Servais (1807–1866), cellista a skladatel
- Albert Houssiau (* 1924), biskup
- Michel Massot (* 1960), jazzový hudebník
- Bert Roesems (* 1972), cyklista
- Rutger Beke (* 1977), atlet, trojbojař
- Frauke Dirickx (* 1980), volejbalistka
- Angie Bland (* 1984), volejbalistka
- Joaquim Durant (* 1991), cyklista